# Velocità areolare
In cinematica, la velocità areolare è una grandezza vettoriale definita come la variazione di una superficie in funzione del tempo, rientrando, pertanto, nel concetto generale di velocità, ovvero di variazione di una coordinata spaziale nel tempo. In altri termini essa rappresenta la velocità con cui una superficie viene spazzata dal raggio vettore di un punto che si muove lungo una curva.
Essendo coinvolta, insieme alla velocità angolare, nella definizione la velocità di rotazione per descrivere del moto lungo una curva, il suo impiego maggiore è nello studio dei moti periodici quali ad esempio il moto circolare e il moto armonico. La velocità areolare e la velocità angolare sono sempre vettori paralleli, ma non necessariamente sono proporzionali in modulo.
L'unità di misura nel Sistema internazionale m2·s−1 (metri quadri al secondo).

## Descrizione
Dato un oggetto in moto, il cui vettore posizione è detto raggio vettore {\displaystyle \mathbf {r} }, la velocità areolare dipende dal punto di riferimento, ovvero l'origine del sistema di coordinate del raggio vettore, che risulta funzione del tempo.
Si definisce velocità areolare media {\displaystyle {\bar {\dot {\mathbf {A} }}}} il rapporto tra lo spostamento areolare, inteso come la variazione della superficie spazzata dal raggio vettore, {\displaystyle \Delta \mathbf {A} =\mathbf {A} _{2}-\mathbf {A} _{1}} e l'intervallo di tempo {\displaystyle \Delta t=t_{2}-t_{1}} impiegato a percorrerlo:
{\displaystyle {\bar {\dot {\mathbf {A} }}}={\frac {\Delta \mathbf {A} }{\Delta t}}}
dove {\displaystyle \mathbf {A} _{1}} e {\displaystyle \mathbf {A} _{2}} sono le posizioni areolari agli istanti iniziale {\displaystyle t_{1}} e finale {\displaystyle t_{2}}.
Si definisce velocità areolare istantanea {\displaystyle {\dot {\mathbf {A} }}} il valore il limite della velocità media nell'intorno di un determinato istante, ovvero la derivata prima della posizione angolare rispetto al tempo:
{\displaystyle {\dot {\mathbf {A} }}=\lim _{t_{2}\to t_{1}}{\frac {\mathbf {A} (t_{2})-\mathbf {A} (t_{1})}{t_{2}-t_{1}}}=\lim _{\Delta t\to 0}{\frac {\mathbf {A} (t+\Delta t)-\mathbf {A} (t)}{\Delta t}}={\frac {\mathrm {d} \mathbf {A} }{\mathrm {d} t}}}

Come direzione si sceglie quella dell'asse di rotazione, ovvero quella normale al piano di rotazione, mentre il verso è diretto verso l'osservatore che vede una rotazione antioraria.

La velocità areolare è l'area (mostrata in verde) spazzata per unità di tempo dal vettore posizione di una particella che si muova lungo una curva (in blu). Al tempo una particella mobile si trova posta in, mentre al tempo la particella si è spostata nel punto. L'area spazzata dal raggio vettore è esattamente uguale all'area del triangolo per. I vettori e si sommano con la regola del parallelogramma nel vettore, cosicché il punto risulta il quarto angolo del parallelogramma indicato nella figura.

Come mostrato in figura, l'area del triangolo in giallo {\displaystyle {\overset {\triangle }{ABC}}} è metà dell'area del parallelogramma {\displaystyle ABCD}, e l'area del parallelogramma è uguale alla grandezza del prodotto esterno dei vettori {\displaystyle AB} e {\displaystyle AC}, cosicché:
{\displaystyle \mathbf {A} _{(ABCD)}=\mathbf {r} (t)\times \mathbf {r} (t+\Delta t)\ \Longrightarrow \ \mathbf {A} _{(ABC)}={\frac {\mathbf {r} (t)\times \mathbf {r} (t+\Delta t)}{2}}}
La velocità areolare è
{\displaystyle {\begin{aligned}{\dot {\mathbf {A} }}=\lim _{\Delta t\to 0}{\frac {\Delta \mathbf {A} }{\Delta t}}&=\lim _{\Delta t\to 0}{\frac {\mathbf {r} (t)\times \mathbf {r} (t+\Delta t)}{2\Delta t}}\\&=\lim _{\Delta t\to 0}{\frac {\mathbf {r} (t)\times [\mathbf {r} (t)+{\dot {\mathbf {r} }}(t)\Delta t]}{2\Delta t}}\\&=\lim _{\Delta t\to 0}{\frac {\mathbf {r} (t)\times {\dot {\mathbf {r} }}(t)\Delta t}{2\Delta t}}\\&={\frac {\mathbf {r} (t)\times {\dot {\mathbf {r} }}(t)}{2}}\\\end{aligned}}}
Ma {\displaystyle {\dot {\mathbf {r} }}(t)} è la velocità lineare del vettore {\displaystyle \mathbf {v} (t)}, per cui:
{\displaystyle {\dot {\mathbf {A} }}={\frac {\mathbf {r} \times \mathbf {v} }{2}}}
dove {\displaystyle \mathbf {v} } rappresenta la velocità tangenziale.

## Legame con il momento angolare e il momento meccanico
Sapendo che il momento angolare {\displaystyle \mathbf {L} } rappresenta il momento della quantità di moto {\displaystyle \mathbf {p} } e che {\displaystyle \mathbf {v} =\mathbf {v} _{r}+\mathbf {v} _{0}}, è possibile ricavare la sua relazione con la velocità areolare:
{\displaystyle \mathbf {L} =\mathbf {r} \times \mathbf {p} =\mathbf {r} \times m\mathbf {v} =2m{\dot {\mathbf {A} }}}
Derivando il momento angolare si ottiene la seconda equazione cardinale della dinamica, che nel caso di un corpo rigido rotante risulta pari a:
{\displaystyle {\frac {\mathrm {d} \mathbf {L} }{\mathrm {d} t}}=\mathbf {M} -{\boldsymbol {\omega }}\times \mathbf {L} \iff \mathbf {M} ={\frac {\mathrm {d} \mathbf {L} }{\mathrm {d} t}}+{\boldsymbol {\omega }}\times \mathbf {L} }
dove {\displaystyle {\boldsymbol {\omega }}} è il vettore velocità angolare. Se nel sistema in esame la massa è costante, sostituendo il valore ricavato in precedenza, si ottiene il valore del momento meccanico: 
{\displaystyle \mathbf {M} =2{\cancel {\frac {\mathrm {d} m}{\mathrm {d} t}}}{\dot {\mathbf {A} }}+2m{\ddot {\mathbf {A} }}+{\boldsymbol {\omega }}\times 2m{\dot {\mathbf {A} }}=2m({\ddot {\mathbf {A} }}+{\boldsymbol {\omega }}\times {\dot {\mathbf {A} }})}
dove {\displaystyle {\ddot {\mathbf {A} }}} è l'accelerazione areolare. Pertanto, se nel sistema in esame {\displaystyle \mathbf {L} } risulta parallelo a {\displaystyle {\boldsymbol {\omega }}}, si ha che il momento meccanico è:
{\displaystyle \mathbf {M} =2m{\ddot {\mathbf {A} }}}
Inoltre, l'energia cinetica rotazionale vale:
{\displaystyle E_{k}={\frac {1}{2}}\mathbf {L} \cdot {\boldsymbol {\omega }}=m{\dot {\mathbf {A} }}\cdot {\boldsymbol {\omega }}}

## Moto centrale
Se il moto avviene sotto l'azione di una forza centrale, ovvero diretta sempre lungo la retta congiungente la posizione istantanea con un polo fisso, rispetto a tale polo si ha che il momento meccanico è nullo e quindi il momento angolare e la velocità areolare si conservano.
In un moto centrale la velocità areolare è costante durante il moto:
{\displaystyle \mathbf {a} =\mathbf {a} _{c}\ \Longrightarrow \ \mathbf {a} _{t}={\frac {\mathbf {h} }{r}}{\frac {\operatorname {d} }{\operatorname {d} \!t}}(r^{2}{\dot {\mathbf {A} }})={\frac {2}{r}}{\frac {\operatorname {d} \!{\dot {\mathbf {A} }}}{\operatorname {d} \!t}}\mathbf {h} =0\ \Longrightarrow \ {\frac {\operatorname {d} \!{\dot {\mathbf {A} }}}{\operatorname {d} \!t}}=0}
e quindi l'area spazzata da un raggio vettore ha equazione oraria tipica di un moto uniforme:
{\displaystyle \mathbf {A} _{r(t)}={\dot {\mathbf {A} }}(t-t_{0})+\mathbf {A} _{r(t_{0})}}
Questa è una generalizzazione della seconda legge di Keplero a tutti i moti centrali.